# Léon Dufourny
Pour les articles homonymes, voir Dufourny.
Léon Dufourny, né à Paris le 5 mars 1754 et mort dans la même ville le 16 septembre 1818 , fils de Jean-Baptiste Dufourny marchand de toiles, est un architecte français dont les œuvres appartiennent au courant néo-classique de la fin du XVIIIe siècle.

## Biographie
Léon Dufourny fut commissaire de la République française auprès du roi de Naples et fit un séjour en Sicile de 1787 à 1794 afin d'y étudier les anciens temples grecs.
Le portrait ci-joint le montre assis à une table de travail devant une réplique du célèbre Hercule Farnèse.
Il permit à de nombreux Siciliens de redécouvrir leur passé antique et classique, qui fit dès lors l'objet d'une nouvelle mode.
Dufourny travailla quelque temps à Palerme, et son « Temple d'Entrée » aux jardins botaniques de la ville fut le tout premier bâtiment de Sicile relevant de l'ordre dorique. Le temple respecte un style purement néoclassique, tel qu'apparu en Angleterre vers 1760, et annonce pour l'île une tendance lourde des décennies suivantes.
En 1796, Dufourny fut élu membre de l'Académie des beaux-arts et fut également nommé président de la commission des Fonds et de la commission administrative centrale de l'Institut de France, en Nivôse et Ventôse de l'An XII (1802).
Vers 1800, il saisit au château de Richelieu (Indre-et-Loire), confisqué sous la Révolution comme bien d'émigré, qui avait été vidé de ses collections et de son mobilier puis dépouillé de ses matériaux - avant d'être démoli -, le plateau rectangulaire de mosaïque de marbres et de pierres dures d'une table d'apparat, complétée postérieurement d'un piètement en bois sculpté, et conservée depuis au musée du Louvre (galerie d'Apollon) ; une lithographie en couleurs XIXe siècle de ce meuble exceptionnel et une réplique de son piètement sont conservées au musée des Beaux-Arts de Tours.

## Collection
- Tableaux
  - Nicolas Chaperon, La Nourriture de Jupiter, depuis 1968 à Chapel Hill, The Ackland Art Museum, The University of North Carolina.

## Publication
- Diario di un giacobino a Palermo, 1789-1793, Fondazione Lauro Chiazzese della Sicilcassa, Palerme, 1991 (traduction en italien du Journal de Léon Dufourny à Palerme, 8 juillet 1789-29 septembre 1793).